# Джуль (село)
Джуль (арм. Ջուլ) — село, находившееся в Нахичеванском уезде, Эриванской губернии. Территориально располагалось к север-востоку от города Нахичеван. Согласно изданному в 1865 году «Гeогpaфичeско-стaтистичecкому cлoваpю Рoссийcкой Импepии» в селе имеется полуразрушенная армянская церковь, построенная на возвышенности среди развалин 200 домов. По данным сборника «Статистическое описание Нахичеванской провинции» за 1833 год, возле села расположилась дубовая роща Согласно «Кавказскому календарю» за 1908 год, в селе проживало 1222 татар.

## Примечание
1. ↑  П.Семенов. Джуль // Гeогpaфичeско-стaтистичecкий cлoваpь Рoссийcкой Импepии. Том II. — Санкт-Петербург, 1865. — С. 27.
2. ↑  Василий Николаевич Григорьев. Леса // Статистическое описание Нахичеванской провинции. — Департмент внѣшней торговли. — Санкт-Петербург, 1833. — С. 5. — 264 с.
3. ↑  Кавказский календарь за 1908г Архивная копия от 26 октября 2020 на Wayback Machine. Гл. 5 Список населенных мест Кавказа